# Postludium
För andra betydelser, se Efterspel.
Postludium, lat. "efterspel", är ett musikstycke som ofta används i slutet av en gudstjänst. Postludiet kan vara ett koralbundet eller ett fritt stycke. Det kan vara en fuga eller ha en annan form. Det är oftast ett klassiskt stycke.